# Rhododendron macrosepalum
Rhododendron macrosepalum är en ljungväxtart som beskrevs av Carl Maximowicz. Rhododendron macrosepalum ingår i släktet rododendron, och familjen ljungväxter. Inga underarter finns listade i Catalogue of Life.

## Bildgalleri

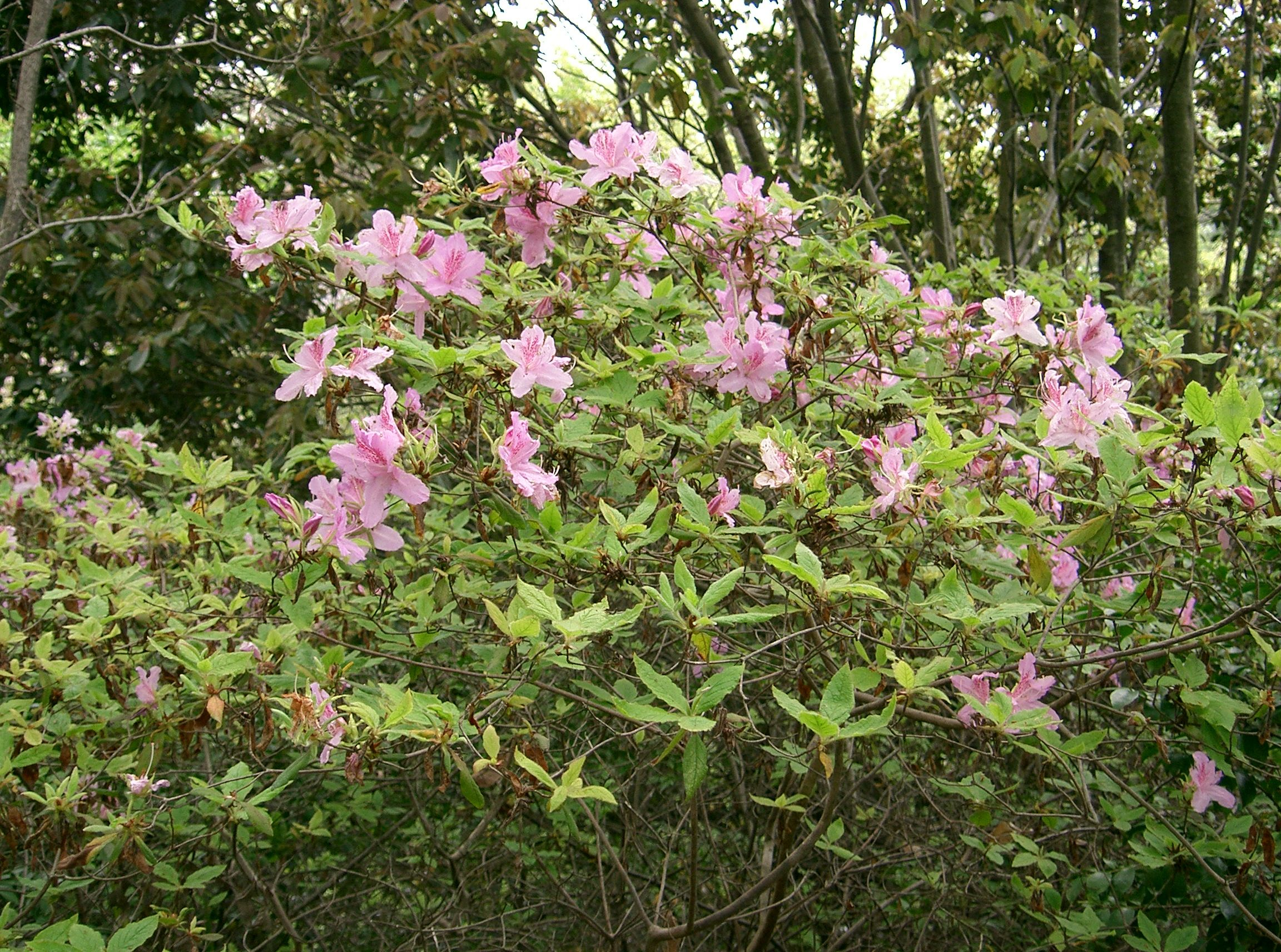
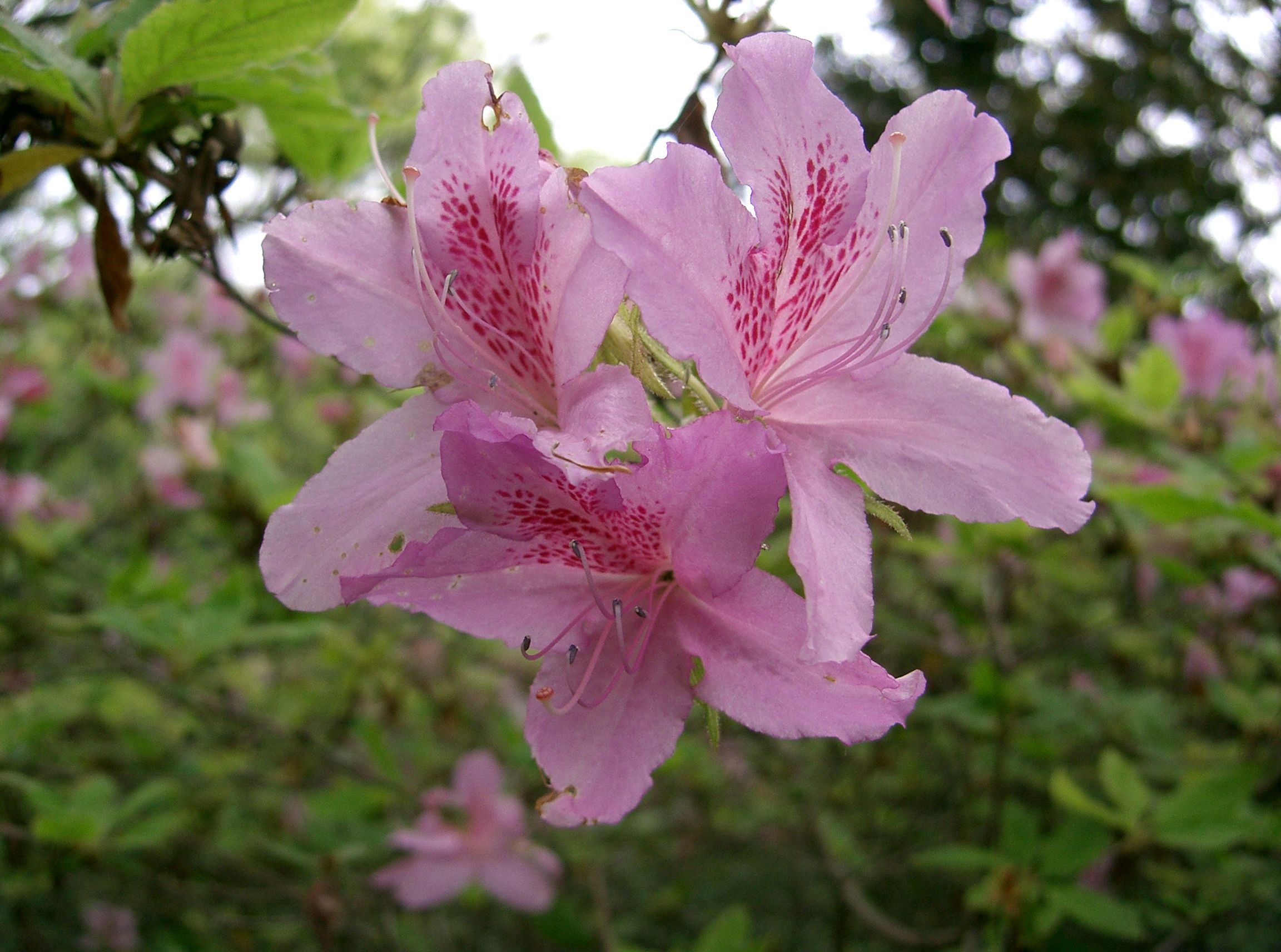
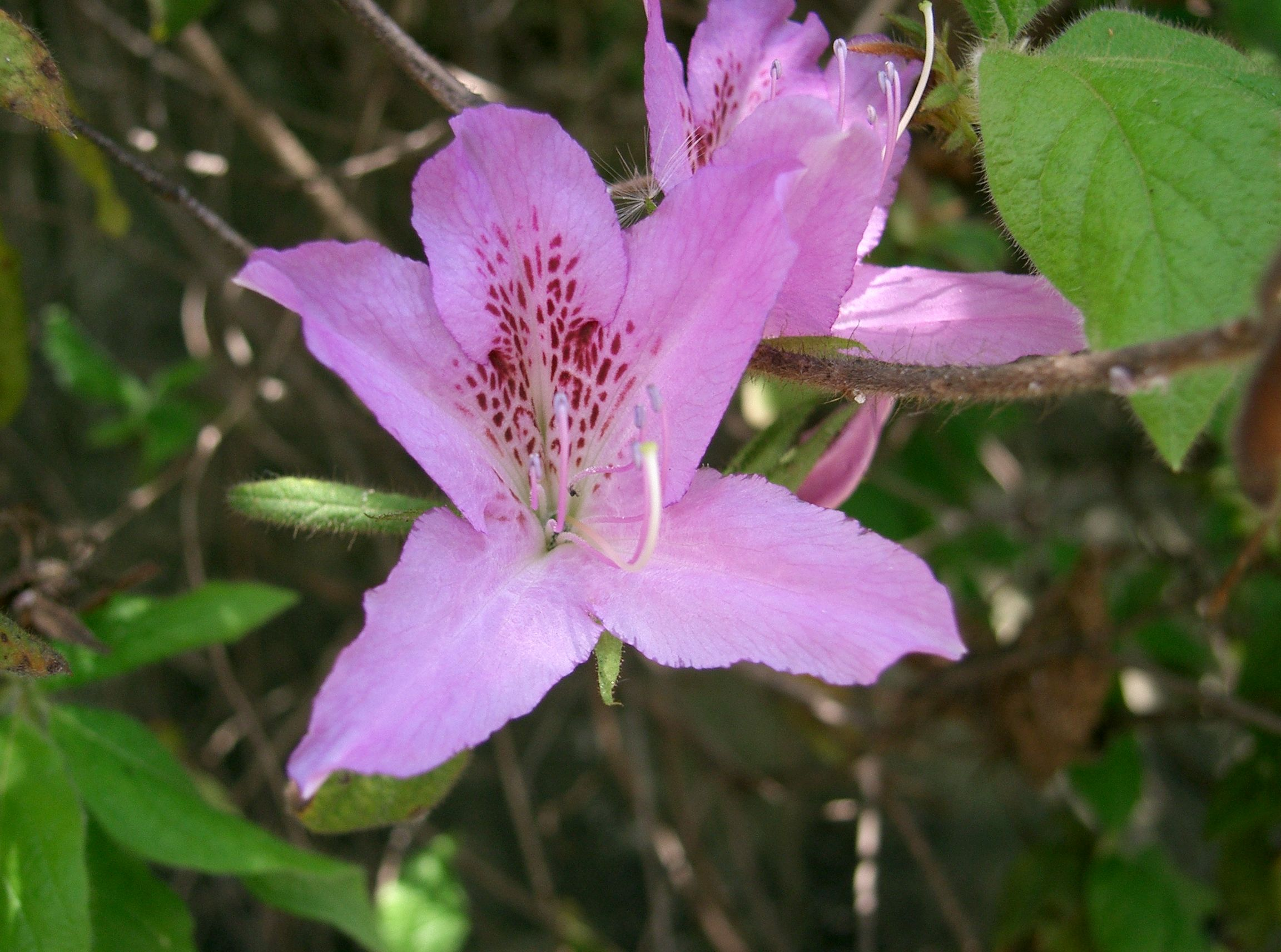
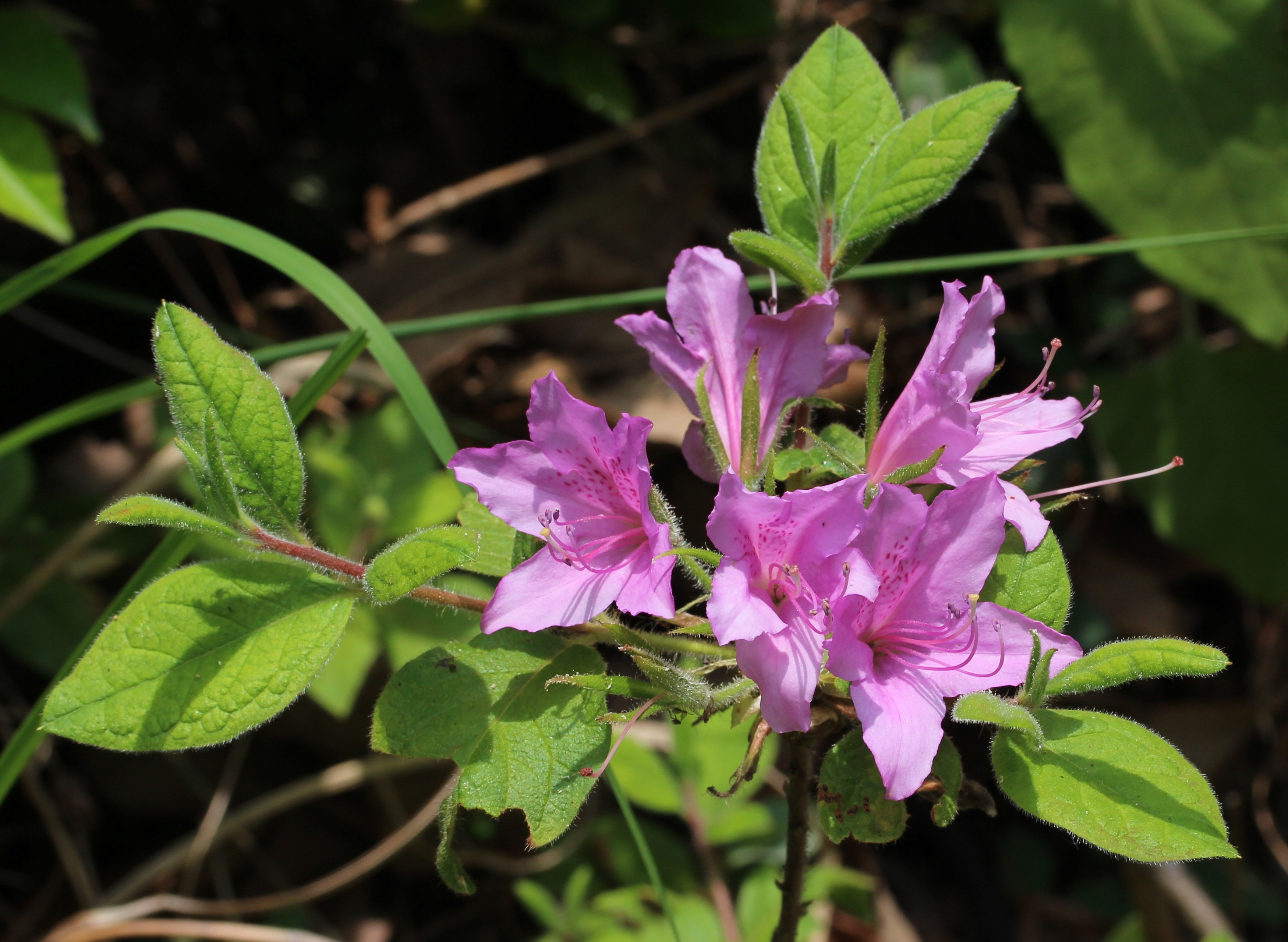
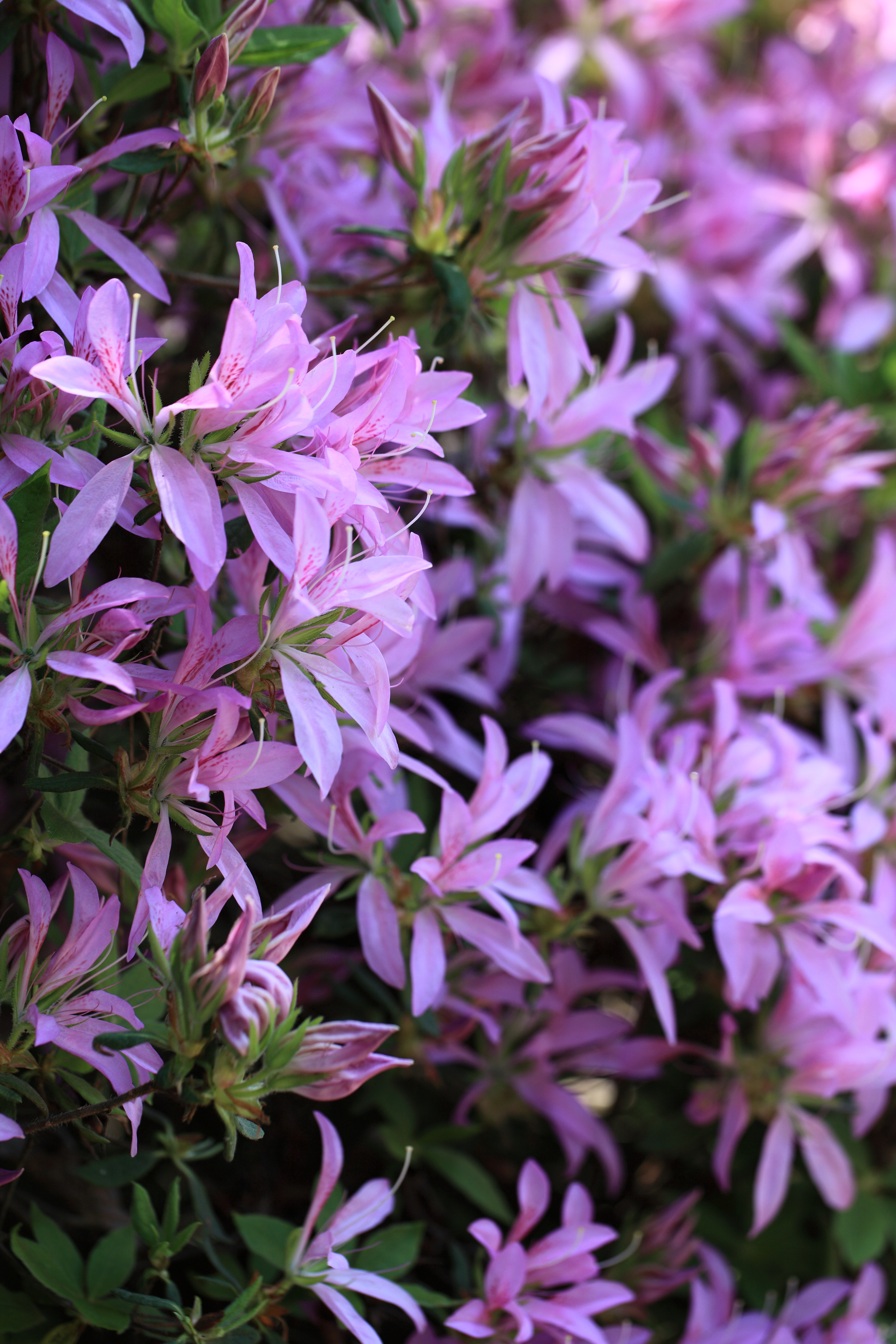
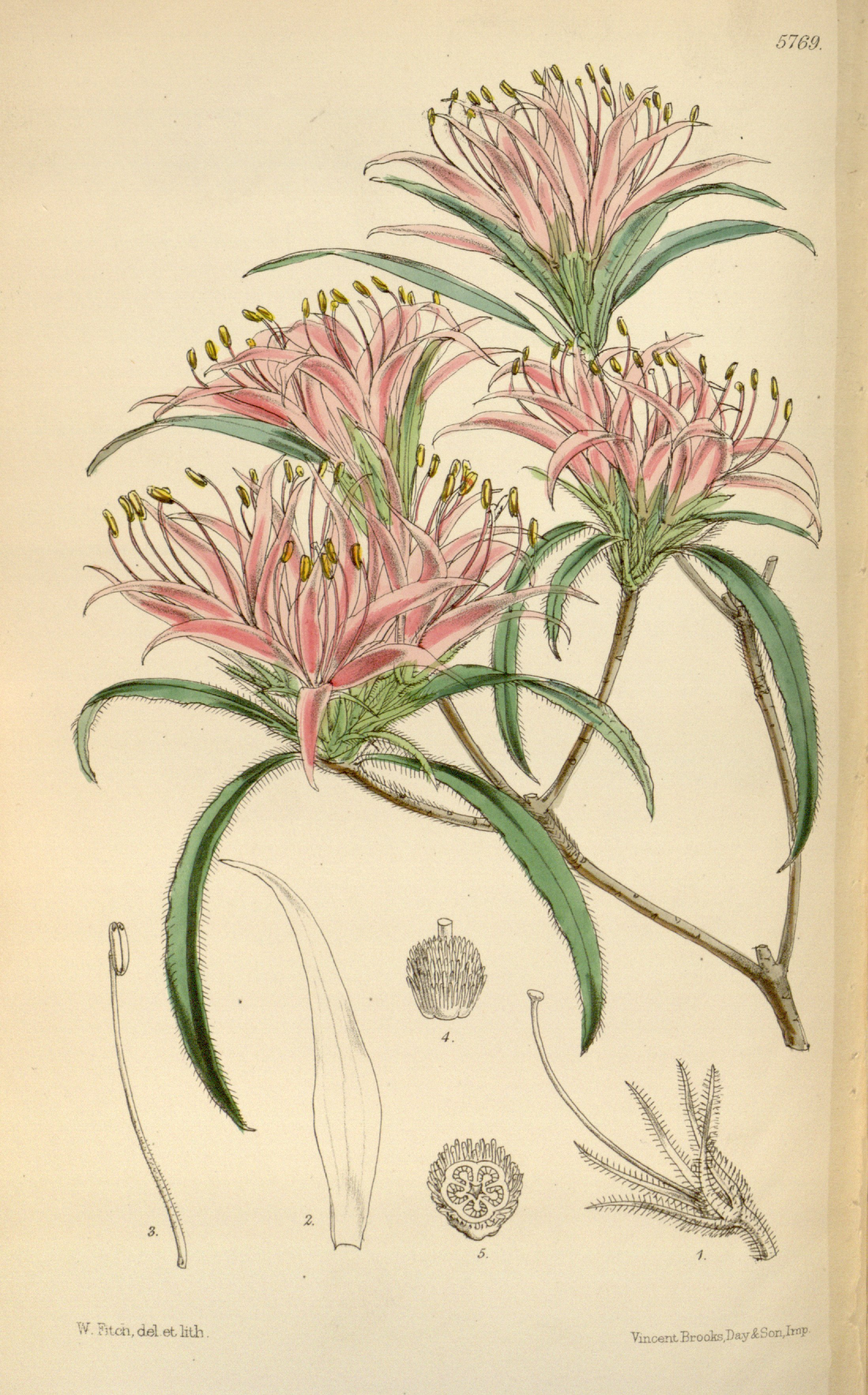